# Mutterhaus Ieper
Die Zwartzusters van Ieper sind eine in Belgien beheimatete römisch-katholische Ordensgemeinschaft.

## Geschichte
Erstmals im Jahre 1402 erwähnt, vereinigten sich 1416 die Schwarzen Beginen mit ihnen, wodurch sie wahrscheinlich einer Fusion mit dem Sint-Christinabegijnhof entgehen wollten.

### 16./17. Jahrhundert
In der heutigen Janseniusstraat wohnhaft, kamen sie bis in die zweite Hälfte des 16. Jahrhunderts immer wieder mit dem Stadtmagistrat in Konflikte. Streitpunkt war hierbei die Pflicht der Schwestern zu Krankenbesuchen, welche die Stadtväter wohl enger auslegten als die Schwestern selbst.
Dennoch erhielten sie 1558 eine Belobigung für ihre hingebungsvolle Pflege der Pestkranken und auch künftig ist von Klagen diesbezüglich nichts mehr zu hören.
Doch sollten schon bald neue Nöte hereinbrechen. Nachdem ihre Kapelle am 16. August 1566 durch die Bilderstürmer verwüstet und in Brand gesteckt wurde, drangen rund zehn Jahre später, am 20. September 1578, die Geusen um Mitternacht in das Kloster ein und schlugen alles in Stücke.
Der Orden erholte sich bald davon, so dass man 1586 eine Schwester nach Veurne senden konnte, wo sie Oberin wurde und das Überleben des Klosters sichern konnte.
Da das Kloster bis 1621 auf 28 Schwestern anwuchs, konnten sie vier Jahre später dem Geheime Raad ihre Hilfe im durch Ambrosio Spinola verwüsteten Breda anbieten. Doch was daraus geworden ist lässt sich nicht sagen, so wie es in den folgenden Jahren überhaupt still um die Gemeinschaft wurde.

### 18. Jahrhundert
Erst als die Oberin sich 1784 an Kaiser Josef II. wandte und, unter Hinweis auf den Platzmangel und den in diesem Jahr ausgebrochenen Brand, die Übersiedlung in das 1783 aufgehobene Karmelitinnenkloster beantragte, treten sie historisch wieder in Erscheinung.
Nachdem bereits 1786 dem Antrag der Oberin stattgegeben wurde, vollzog sich der Umzug am 16. Mai 1787.
Doch schon bald sollten sich die Zeiten ändern. Nachdem die Österreicher den Truppen der Französischen Revolution im Jahre 1793 gewichen waren, wurde das Kloster mit hohen Zahlungen belegt. Nachdem die Oberin bei der zweiten Stadtbelagerung ums Leben gekommen war, zählten sie im August des folgenden Jahres noch 16 Schwestern, welche am 11. November 1796 die Aufhebung des Klosters mitgeteilt bekamen.
Sie scheinen sich gegen die Aufhebung gewehrt zu haben, denn tatsächlich verlassen mussten sie es erst am 7. März 1798.

### 19. Jahrhundert
Nachdem sie erst einmal getrennt voneinander lebten, gelang es ihnen 1801 ein gemeinsames Haus auf der Wenninckstraat zu beziehen, welches sie dann 1805 auch kauften.
Hier gingen sie wieder wie gewohnt ihren Tätigkeiten nach und nahmen auch einige Pensionärinnen in ihr Haus auf. Nach Erhalt der königlichen Bestätigung am 9. November 1821 kam es zu einer Expansion, so dass sie am 7. November 1865 in Moeskroen ein Häuschen mieteten und hier mit vier Schwestern ihre erste Filiale einrichteten.
Zwei Jahre und einen Tag später gelang ihnen sogar der Schritt über die französische Grenze, wo sie in Tourcoing eine weitere Filiale errichteten.

### 20. Jahrhundert
Nach Jahren der Ruhe und des Gedeihens zogen die Grauen des Ersten Weltkrieges herauf, welcher am 7. Oktober 1914 das Mutterhaus durch Bombentreffer zerstörte. Die meisten Schwestern verließen die Stadt im Dezember, nur einige blieben zur Pflege der Verwundeten.
Der Wiederaufbau sollte bis 1924 dauern. Bereits im Vorjahr hatte sich die Kongregation bischöflichen Rechtes, welche bis 1928 auf 46 Professen in drei Häusern anwuchs, in einem VZW namens Soeurs Noires Gardes-Malades organisiert.
1959 wurde Schwester Florence Lamreant zur Oberin gewählt. Im Verlauf ihrer Amtszeit bestückte sie das Präsidium des VZW mit ihren Bekannten, so dass er der Kongregation zunehmend entwuchs.
Die 1970 noch 26 Schwestern zählende Gemeinschaft spaltete sich drei Jahre später in zwei Gruppen. Als der Bischof von Brugge dann die Exklaustrierung der ehemaligen Oberin und einer Mitschwester aussprach, war jedoch bereits alles zu spät.
Moeder Florence blieb an der Spitze des VZW und die Kongregation ging leer aus. Die vier Schwestern, welche sich um die neue Oberin gesammelt hatten, verließen das Kloster und setzten die Kongregation in einer Mietwohnung fort. Immer wieder war der Kreis um Moeder Florence, wie sie weiter nannte, in Skandale verwickelt.
1984 lebten noch drei Schwestern in Ieper und vier in Moeskroen. Moeder Florence verstarb Anfang der 90er Jahre. 1998 lebten noch eine Schwester in Moeskron und vier Schwestern in Ieper.